# پایگاه هوایی رئوسکله
پایگاه هوایی رَئوسکَلَه (به انگلیسی: Räyskälä Airfield) (به زبان بومی: Räyskälän lentokenttä) یک فرودگاه است که یک باند فرود آسفالت دارد و طول باند آن ۸۰۰ متر است. این فرودگاه در کشور فنلاند قرار دارد و در ارتفاع ۱۲۴ متری از سطح دریا واقع شده است.